# Christian von Bülow
Christian Robert von Bülow af Radum (Copenhague, 14 de dezembro de 1917 — 13 de janeiro de 2002) foi um velejador dinamarquês, campeão olímpico. Ele competiu nos Jogos Olímpicos de Verão de 1964 na classe Dragon e conquistou a medalha de ouro, ao lado de Ole Berntsen e Ole Poulsen. Anteriormente, nos Jogos Olímpicos de Verão de 1956, conseguiu a prata nesta mesma classe, desta vez com Berntsen e Cyril Andresen.